# 新街口 (南京市)

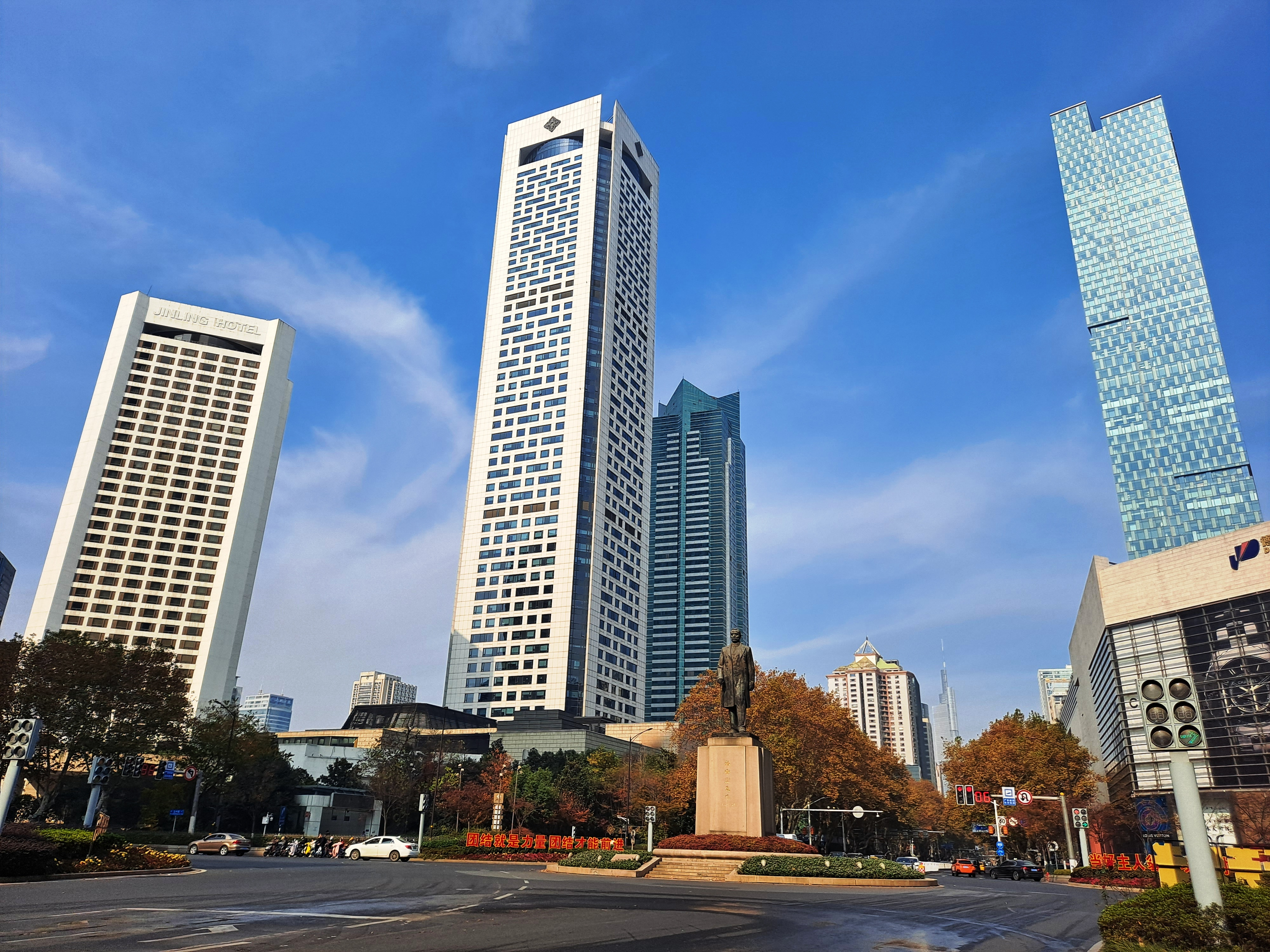
新街口

新街口は南京市にあるエリアである。新街口は中国有数の商業地であり、店舗の密度は北京市の王府井、上海市の徐家匯にも上回る。
新街口の歴史は1500年前にさかのぼることができるが、1929年は閑静な郊外だった。しかし、1928年からは交通の便の向上により、ロータリー交差点が作られ、南京の一大商業地になった。